# 廻廊にて
『廻廊にて』（かいろうにて）は、辻邦生の長編小説。1962年（昭和37年）7月から1963年（昭和38年）1月にかけて、『近代文学』に連載され、1963年（昭和38年）7月に新潮社より刊行された。文庫版は新潮文庫より刊行されていた。
亡命ロシア人の画家であるマーシャの、外面的には報われることのなかった生涯を、彼女の日記や友人の証言、語り手の回想により再構成する、という設定をとる。辻の最初の長編小説であり、本作は1963年（昭和38年）、第4回近代文学賞を受賞した。

## あらすじ

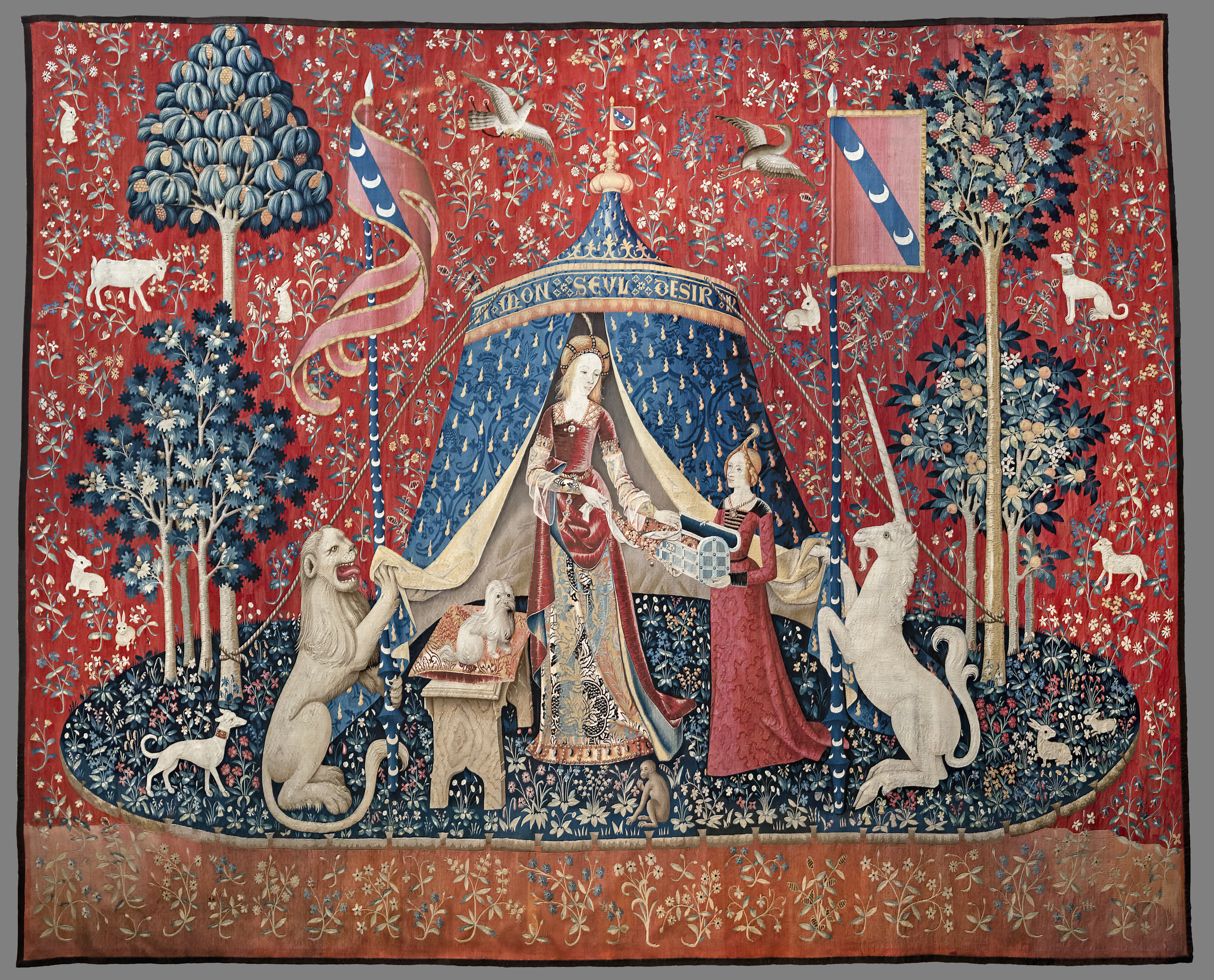
マーシャが見た『貴婦人と一角獣』のタピスリ（一部）

冒頭の扉には「然ばわが望はいづくにかある、我望は誰かこれを見る者あらん」との、旧約聖書ヨブ記からの引用文がある。
画家のマリア・ヷシレウスカヤ（マーシャ）は1950年の冬、フランス東部国境近くの療養所で死んだ。彼女の死に立ち会ったのは、母親と親戚のほかに、画家仲間ではギリシア人のパパクリサントス一人に過ぎなかった。
日本人画学生の「私」は1925年に渡仏してマーシャの母親の家に下宿したことがあり、2年後には彼女も同じ画塾で絵の勉強を始めたことから、彼女とは親しかった。しかし異例の才能を持っていたマーシャは突然絵を放棄してしまい、1930年から1945年に至るまで、制作を離れることとなる。「私」にもマーシャが絵を見捨てた理由は謎だったが、フランスを離れ、戦争を挟んだ20年が過ぎる間に、彼女のことも忘れていった。1953年に再度渡仏し、パパクリサントスからマーシャの晩年と死、そして彼女の日記の存在について聞かされた「私」は、彼女に対する強い関心をかき立てられる。そしてマーシャが遺した日記とパパクリサントスの回想によって、彼女の歩んだ人生を追っていく。
亡命ロシア人の娘であるマーシャは、かつて、中部フランスにある修道院の寄宿学校に在学していた。ある夕方に外出して山へ登った彼女は、開けた展望の中で「自由ナ、空一杯ニ拡ガルヨウナ解放感」を味わい、本能的な衝動に突き動かされて、目の前の風景を写生する。しかし時間が経つにつれて甘美な感覚は消え、自身が「黒ク点々と突キ出テイル岩群ノ一ツ」、現実の世界が「黒々ト続ク岩群」のようなものであるとの感覚に襲われる。その後も、詩的な情感をマーシャが得るたびに、その後には同様の「黒々と固くつづく岩群の感覚」が同時に蘇るのだった。
彼女が寄宿学校に入学して2年経った秋、アンドレ・ドーヴェルニュが入ってくる。マーシャは一枚の宗教画を通じて、反抗的でわがままな性格の彼女と、急速に友情を結ぶ。長らく病気に苦しめられる中、肉体的な苦痛さえも生きている喜びとして感じる、という感覚の転換を獲得したアンドレは、安穏としたブルジョアの生に満足せず、生を死に直面させてこそ「生きているという実感」が得られると話す。
修道院の廻廊でアンドレと時を過ごし、彼女に傾倒していく中でマーシャは、絵画制作の情熱を呼び覚まされる。しかしアンドレは、禁令を犯して窓からマーシャの部屋に忍び込んでいたことが発覚して、学校を去ることになる。その後、休暇にドーヴェルニュ館を訪れたマーシャは、大広間に飾られた4枚続きのタピスリに心を捉えられ、ここには血族の記憶が、歴史の重さと共に織り込まれている、と思う。
しかし1930年10月、パイロットを目指して飛行訓練を行っていたアンドレは、操縦する複葉機が山林に墜落して死亡する。マーシャはその報せを聞き、「かけがえのない存在の死と、死を飾るものの死」を味わう。その後彼女はパリを離れ、北部の半ばヨーロッパ、半ばロシア的な土地で、農場主の息子と結婚する。パリを離れたのは自身の疎外感の原因が、大都会に住んで故郷を失っていることにあると考えたからだった。しかし彼との間に生まれた女児は死に、夫とも別れて、レース工場の図案工として働くようになる。故郷でも安息を得ることはできず、以前よりも絶望的な状況に陥ったのだった。
やがてマーシャは、反ファシズムの運動に加わっている女性、ローザに出会う。ローザはマーシャに、私たちは「見えない力」「見えない意志」に束縛されているのだと言い、一瞬の光を見た人たちだけが、それに抗っているのだと語る。そして、「この人間を呑もうとする意志に対して、ただこうすることだけによってだけ、人間であろうとする意志が生きつづけるのよ。ただこの意志だけが、一人一人の〈死〉をこえて、生きつづけるのだと思わなくて？」と尋ねる。しかしローザも1940年の冬、ドイツ軍によって銃殺刑に処された。
晩年、パリの美術館で、中世の『一角獣のタピスリ』を目にしたマーシャは、「永遠ト呼ンデモイイ至福ノ空間」を感じる。彼女はその感動をパパクリサントスへ、「総ベテノモノハ、繰リ返エサレル。単ナル流転コソガ物ノ宿命ナノダ。シカシコレハ別ダ。コノたぴすりノ空間ハ、生レタ時ニ、自分固有ノ未来ヲ持チ、自分ノ宿命ヲ成熟スル方向ヘ歩ミツヅケテイル。（中略）コレコソガ〈美〉デアリ、美ノ意味デアリ、美ノ本質ナノダ」との手紙を書き送る。そして1950年に死去するまでの2年間、困窮と病の中で、憑かれたかのように、昔のような激しい制作活動を再開したのだった。

## 登場人物
- マリア・ヷシレウスカヤ（マーシャ） - ロシア生まれの女流画家[16]。かつて母と共にドレスデンへと亡命し[3][2]、オーストリア、フランスなどを転々とした[7]。
- アンドレ・ドーヴェルニュ - マーシャの数少ない親友の一人となった、大貴族の少女[17][3]。死を忌避して安全な生に逃避することを拒み[9]、最後は、意識喪失を伴う神経的発作の持病があるにも拘わらず、飛行機を操縦し、墜落事故により死亡した[12]。16世紀に祖先のアンリ・ドーヴェルニュが建てたドーヴェルニュ館が実家で、マーシャはアンリにも強い関心を持つことになる[18]。
- ローザ - マーシャと知り合った、反ファシズムの運動に加わっていた女性[13]。
- マノリス・パパクリサントス - マーシャと親しかったギリシア人画家[6][2]。
- 「私」 - 語り手。かつてマーシャと親しかった日本人画学生[2]。

## 執筆・発表経過

### パリ滞在
辻は1957年（昭和32年）から1961年（昭和36年）にかけてフランスのパリに滞在していたが、その際に空想裡を主題・情景・ストーリーなどが横切ることがあり、それらを常に携帯していた小型手帳にスケッチしていた。中でも、ギリシア旅行から帰ってきた1959年（昭和34年）の秋には、辻は絶えず興奮状態にあり、次々と浮かび出る想念を、同じく手帳に書き留めている。これらのスケッチがのちの『廻廊にて』の原型となったが、この時点ではまだこのノートが作品になるとは考えておらず、そのままでは何のことか理解できないような形でもあった。
パリで辻が暮らしていたのは、モンパルナスからラテン区へ抜けてゆく通りのアパルトマンで、妻の辻佐保子によれば、このアパルトマンの壁を隔てた隣には、ロシア人の家主夫婦が住んでいたという。夫婦には小さな女の子がおり、「マーシャ、マーシェンカ」と呼ぶ母親の声がいつも聞こえてきたといい、主人公のマーシャの名はこれに因んだものである。また佐保子は、『廻廊にて』や『夏の砦』の登場人物を取り巻くフランスの風景のうち、ドルドーニュ渓谷の地形に関しては、「物語」の原型を求めてラスコー洞窟とその周辺を訪ねた旅が、重要な背景となっている旨を述べている。

### 執筆・連載
1961年（昭和36年）2月、辻はマルセイユから帰国の途についたフランス郵船「ラオス号」の船室で、ノートを元にして作品に取り掛かった。しかしこの際は真の主題に沿った発展を見ることができず、雑然とした草稿に終わり、放置されている。ただ辻はその後も試行錯誤を重ね、1962年（昭和37年）春頃に作品のプランを確立した。
本作が『近代文学』に連載されるようになった経緯について、辻はフランスから帰ってのち、北杜夫に連れられて埴谷雄高の自宅を訪ねたことがきっかけだったとしている。当時、「小説をなぜ書くか」という問題に悩んでいた辻は、「そうしたテーマを中心に、フランスで見聞し、体験した生活を一つの小説にまとめてみたい」と考えており、それを書かせてもらえないかと頼んだところ、埴谷が快諾したことから、『近代文学』への連載が決まったという。
こうして『廻廊にて』は、1962年（昭和37年）7月から1963年（昭和38年）1月にかけて、『近代文学』に連載された。1962年11月号・12月号が合併号となったため、回数は全6回である。分量は毎月60枚ずつで、辻は「第一回はかなり苦心した記憶が残っているが、二回以後は、わりに楽に筆が進んだ。とくにアンドレ・ドーヴェルニュが次第に主要な位置を占めはじめるにつれて、作者は情熱に駆られて、この作品を書きすすんだ思い出がある」と述べている。
特にアンドレに関しては、当初はマーシャが寄宿学校で出会う風変わりな友達として登場するだけの、ごく控えめな存在に過ぎなかったが、次第に「実在の人物以上の実体感を持ち、現実より重々しく存在しはじめる」ようになったという。そして辻は、「だんだん私はアンドレが好きになり、アンドレが早く出てくればいいのに、とまで思うようになっていた。アンドレは完全に実在の女性になっていた」「私はマーシャに頼んで、なるべく沢山アンドレのことを思い出してほしいと、せっついていたのである」といい、「作者である私にとってもアンドレは突然訪れ、不意に立ち去った不思議な女性であった」と述べている。

### 刊行・受賞
単行本の刊行に関して、辻は、新潮社の編集者であった片岡久が、連載の綴じ込みを社長の机上に置いてくれたことがきっかけであったとしている。これを読んだ社長から、少部数ながら出版の許可が下り、1963年（昭和38年）7月に刊行された。当時37歳であった辻の、初めての長編小説であり、書物でもあった。
その後、読者から少しずつ反響が寄せられるようになり、絶版となった本書を貸してほしいとの手紙がしばしば辻のもとに寄せられるようになったため、辻は貸し出し用に2冊を用意して、貸し出しを何度も行っている。結局、単行本は初版から5年後に再版された。
1963年（昭和38年）、本作は昭和37年度の第4回近代文学賞を受賞した。詮衡は1月14日、山室静、本多秋五、荒正人、佐々木基一、埴谷雄高の5人が集まって行われたが、所用により欠席した平野謙を含め、全会一致で『廻廊にて』が選出された。埴谷は「第一回目からこの第四回目までを通じて、今回が最も簡単に決定した」としている。辻の作品自体は前回の第3回にも最終候補となっていたが、その際には「辻邦生の評論と小説は注目すべきものがあるが、まだ将来を待とう」とされたという。埴谷は「緻密な文体でよく書きこんであり、一種静謐な香気というべきものが全篇に漂っており、文学的品位が高いことが指摘されたけれども、追求力の徹底性という点でなにかしらの弱さが覚えられることが気になるとの意見もあった。これまで幾篇も書いた小説と評論の努力を考えあわせ、将来の深化を期待するという未来性をもこめた評価が『廻廊にて』に加わっていることを記しておきたい」と述べている。

## 作品評価・研究
福永武彦は、「この作品は今までの日本文学になかった種類の思想小説であり、しかもそれは日本的な感受性によって裏打ちされている。一見して、ヨーロッパを舞台に、ヨーロッパ人を描いたこの小説は、単なる翻訳小説かぶれのエクゾチスム的産物と見られるかもしれない。（中略）にも拘らず、ここには人間一般の現実が「黒々とした岩群のような感覚の現実」として捉えられ、それは生と死との対話へと、おもむろに読者をいざなうのである」と評している。そして、ロマネスクとしてはアンドレがマーシャよりも遙かに劇的な存在で、アンドレの姿を投影することでマーシャの後半生が理解されるとし、「従って二人の外国人の女性を主人公とするこの小説は、それが二つの精神を主人公とするものだと考えれば、およそエクゾチスムとは関係のない、現代の形而上学的風景であると言い得るだろう」と述べている。
高橋和巳は、「巻なかばまで読みすすんで私は正直なところ書評をひきうけたことを後悔しつつ、作中に現われるつづれ織（タピスリ）のごとく少数の愛好者に愛でられるべきものながらそれが据えられるべき館の静寂もこの日本にはないままに埃と騒音にまみれるであろうこの作品への哀悼の念にはやくもとらえられてしまった」「この作品には近代文学賞があたえられたが、それがはたしてこの作品にとって幸福であるかどうかは決定しがたい。広く注目されて侮蔑にまみれんよりは、名誉ある無視のなかに光る結晶であることをこの作品が欲しているような気がしてならない」と述べている。
その理由として高橋は、本作ではマーシャの生涯を通じて「芸術の存在理由」が静かに問われているが、「それはほとんど呟きにすぎず、それゆえに痛切なものをもっているけれど、その呟きを吟味する安楽椅子が鑑賞者のがわにない以上は巻を閉じるとともに、その呟きが消失していくのをまたいかんともしがたいのである」としている。また、身体の麻痺を克服するためのアンドレの孤独な努力について、おそらく「作者自身の芸術的努力の投影」であるとし、「しかしそれはみずからに課す人しれぬ努力であって作者にむかって投げかけられる何かの叫びではない。文学がその節度ただしい非協調性を固執するとき、作られたこの瞬間から遠き彼方での発掘をまつ遺跡のようにうずくまっていなければならぬ矛盾を、この作品の全体がしめしている」と述べている。
清水徹は、本作はマルセル・プルースト『失われた時を求めて』に多く負うところがあるとして、その共通点を《特権的瞬間》と名付けている。清水はマーシャが寄宿学校在学中、山頂から眺めた谷間の展望に喚起された恍惚感を《特権的瞬間》の始発点とし、晩年に『一角獣のタピスリ』を目にして「歓喜に充ちた自由となって、私は、万物と一つになっていました」という状態になったことを、もう一つの《特権的瞬間》としている。そしていずれもふとしたきっかけで「何かが突然くるりと回転して」日常性を離れた至福感に満たされる経験であり、『失われた時を求めて』における、マドレーヌ菓子やゲルマント大公邸前の敷石をきっかけとする《特権的瞬間》と共通するとしている。
ただし清水は、マーシャの《特権的瞬間》の基層には「死」があり、生涯に渡り深められていった孤独の中で噴出したのが、タピスリを前にした晩年の《特権的瞬間》であったのだとしている。そして、「滅びの現実に居ながら、花々の降りそそぐ永遠の空間に、生きているという実感に刺し貫かれ」る経験であったこの瞬間は、死からの瞬間的飛躍に留まった第一の《特権的瞬間》とは異なるものであり、「《死》はあくまで現存するが、それは透明な永遠のヴィジョンのなかに包みこまれている」としている。また、この《特権的瞬間》は晩年になって突然出現した啓示ではなく、マーシャの生涯の内的彷徨の中で、少しずつ準備されていったものだとしている。マーシャがドーヴェルニュ館で抱いた中世への感動と憧れなどの、既知の過去の一点への感動や憧れは、現在のものとして持続することなく、空しく裏切られ破壊されるが、破壊されても感動や憧れ自体は残る。そして、やがてはその記憶を抱きつつ続けたその内的彷徨が、《特権的瞬間》という位相の転回によって、霊的上昇であったことが明らかになる、というのが、辻の作品全体を支えている認識である、と清水は分析している。
菅野昭正は、本作の語り手がマーシャの生涯を執拗に追いかける理由は、「終末の予感に覆われた現実世界の空無を乗りこえるために、マーシャがあるひとつの明確な生きかたを選んでいたという一点」に絞られるとし、「虚無の淵に呑みこまれまいとして、「内からの純粋な欲望」にしたがって、充実した生を実現しようとする一種の禁欲的な苦行の足跡が、話者の共感を誘導するのである」としている。そして小説としては、語り手の共感の質が冒頭でそのように示されている以上、読者の期待の方向性も限定され、マーシャの人生に起きる事件が舞台の前面を占めそうだ、というような期待を読者が抱くことのできない、「作者自身が好んで苦行を背負い込こんだような小説である」としている。
一方で菅野は、「しかし『廻廊にて』においては、小説の地盤が逸早く踏みかためられ、そしてその地層が最後まで微動だにしないという一事によって、期待の方向の幅の狭さを補う要素として、期待の強度を強める作用が生まれている」「マーシャの内面の遍歴を追う読者の期待の強度が維持されつづけるのは、この女流画家が、ただ単に芸術を成りたたせる根源を問いつめるだけではなく、すべての人間存在にかかわる内的な生の秩序の根源を問いつづけているからである。（中略）マーシャは孤独な画家であるばかりでなく、たえず死の影に脅されながら、しかし死を確実な事実として受けいれながら、生の意味を探りつづける孤独な探究者なのである」と述べている。
大川幸子は、主人公のマーシャは「絵を描くことが宿命であるような画家ではなく、真に生きることが何よりも問題であった画家だと言える」とし、そのため「この小説がいわゆる芸術家小説であっても、扱われている問題は、芸術家に固有のものであるというより、人間すべてに関わる普遍的なものになり得ている」としている。大川は、マーシャが現実を「黒々と続く岩群の道のようなもの」と感じるということを繰り返し語っていることに注目し、これはマーシャにとっての疎外感であると同時に、辻が『小説の序章』で語った、「主体」と「もの」とが非連続化した現代の精神の状況を表している、としている。辻は同書において、原始的意識構造では「主体」と「もの」とが一体化しており、そのために集団表象に支配されたり迷信に陥ったりしていたが、両者を区別した客観的認識を獲得した現代では、「それらの事物とわれわれの間には、何の意味深い関係もない」ようになり、そこに近代以降の孤独の問題がある、としている。大川は、『廻廊にて』は、対象との連続感を失い孤立した人間がそこから恢復することができるか、どこにその可能性を見出せるか、ということがテーマの作品であるとしている。
大川は、アンドレとの友情と共に絵への情熱を強めていったマーシャが、アンドレの死後、「私には黒々と続く岩群のような感覚の現実が、ふたたび立ち戻ってきたような気がします。それはまた、私がさまよい歩いていた自分の絵画的世界からの失墜でもあるような気がします」と言う状況になった理由として、アンドレの生き方は「対象との非連続感」を解決するものではなく、外界（便利や安心を望むブルジョワ的世界）を否定し自己の中に逃げ込むという、普遍性のない「閉ざされた世界」であったためだとしている。そして、その後に出会ったローザの言葉は「人間は他者に対して心の開かれる瞬間を経験することによってだけ、自分と和解する契機がつかめる」ということを語っているとし、彼女の語った「愛」は、キリストの語った「愛」、福音書にある「隣人愛」とも類似しているとして、マーシャの絶望にヨブの絶望が重ねられていることとの関連を指摘している。
飯島洋は、辻が本作以前に活発に行っていた評論活動のうち、『近代文学』1961年6月号に発表した「物語と小説のあいだ」と『廻廊にて』の関連について考察している。飯島は、辻はこの評論において、「物語るという行為」（ナラシオン）に着目し、目撃者が「ある関心」を持って出来事を眺める、ということを物語の第一条件とし、「関心」がなければ描かれるべき外界が無秩序に転落していく、とし、『廻廊にて』における語り手である「私」は、マーシャに関する資料を整理して提示するのみならず、積極的に物語の創出を行っている、と指摘している。例として、マーシャがアンドレと古城を訪ねた場面で、本来はマーシャの日記の記述であるにも拘わらず、アンドレの精神的衝撃が描写されていること、アンドレが墜落事故によって死亡する場面を、超越的な視点で語っていること、を挙げている。そしてこうした虚構の記述を生み出すことによって、語り手の「私」は「彼女の死を無意味への転落から救い出そうとしたといえるのではないか」と推察している。
中条省平は、マーシャの母の悲劇的体験から始まる暗鬱なトーンは最後まで消えることがなく、その残酷な虚無感は辻の作品の中でも、最も本作に強く表れているとし、「その世界の原風景の苛酷さと、そこからの脱出の希望の強烈さ」が本作を突き動かすドラマであると述べている。また、「この虚無と死が支配する世界で魂の救済がありうるとするならば、それは芸術によるほかないという確信」が、本作の後も30年に渡って辻の作品に描かれるとし、本作のみならず、第二長編『夏の砦』やその後の『嵯峨野明月記』『春の戴冠』『西行花伝』でも、芸術家が主人公とされていることを指摘している。そして、「その生の充実の経験を何らかの媒体を用いて描きだすことができるなら、流れ去る時間に抗して永遠の領域に参入することができる」というのが、『廻廊にて』から『西行花伝』まで一貫した辻の思想であった、としている。

## 書誌情報

### 刊行本
- 『廻廊にて』（新潮社、1963年7月15日）
- 文庫版『廻廊にて』〈新潮文庫〉（新潮社、1973年5月25日）
  - カバーデザイン：新潮社装幀室。解説：清水徹。
- 『廻廊にて』〈P+D BOOKS〉（小学館、2015年7月24日）
  - 装幀：おおうちおさむ（ナノナノグラフィックス）。
- 『廻廊にて』（全2巻）〈誰でも文庫〉（2016年、大活字文化普及協会）

### 全集収録
- 『辻邦生作品 全六巻1』（河出書房新社、1972年11月30日）
  - 収録作品：「廻廊にて」「城」「影」「ある晩年」「旅の終り」「蛙」「異国から」「遠い園生」
- 『新潮現代文学 64』（新潮社、1979年）
  - 収録作品：「廻廊にて」「嵯峨野明月記」
- 『辻邦生全集 1』（新潮社、2004年6月25日）
  - 収録作品：「廻廊にて」「夏の砦」「安土往還記」